# 中込治
中込 治は、日本ドイツオペラ協会の音楽監督並びに常任指揮者（出典　https://deutsche-oper-japan.com/staff.html）

## 経歴
1969年7月6日生。ケンブリッジ大学トリニティカレッジ大学院（芸術領域）修了。指揮をゲルハルト・ボッセ、山田一雄、松本紀久雄に、合唱指揮を佐々金治に師事。在学中にヘルマン音楽院指揮者コンクール優勝。その後、ビンテル音楽コンクール指揮部門で優勝。副賞としてベルリン・フィルハーモニー管弦楽団を指揮してヨーロッパデビュー。その後ロンドン放送交響楽団常任指揮者、北ドイツ国立歌劇場音楽監督等を歴任。
国内では、東京放送交響楽団（現在NHK交響楽団と合併）の常任指揮者としてベートーヴェン・チクルス、マーラー・シリーズを企画演奏。特にマーラー交響曲第二番「復活」では音楽評論家の吉田秀和に「日本人にしかできない繊細で完成度の高い復活であった」と絶賛を受ける。ベートーヴェンの交響曲第九番においても次々と新しい試みを具現化し「新世代に好評を受ける第九」を演奏していった。
宗教音楽の分野では、ブラームス「ドイツ・レクイエム」、メンデルスゾーン「エリア」などの大曲オラトリオの演奏を行う。ヘンデル「メサイヤ」では、演奏者を驚愕させる「若々しさとスピード感溢れる演奏で、いい意味でのヤンキーメサイヤ」を構築した。また、教育界では東京藝術大学、作陽音楽大学（現在のくらしき作陽大学）、尚美音楽大学（現在の尚美学園大学）、常葉大学などで指揮・管弦楽・オペラの講座を担当、日本ウェルネススポーツ大学国際交流センター等で後進の指導に当たる。現在は、FTSビジネス専門学校にて留学生の講義をする傍ら、兵庫県香美町観光大使として活動する一方、新世代に演奏の場を開拓する意味で恩師の遺訓を与し演奏機会を広げる活動を積極的に行っている。日本演奏連盟会員